# Spokane (rivier)

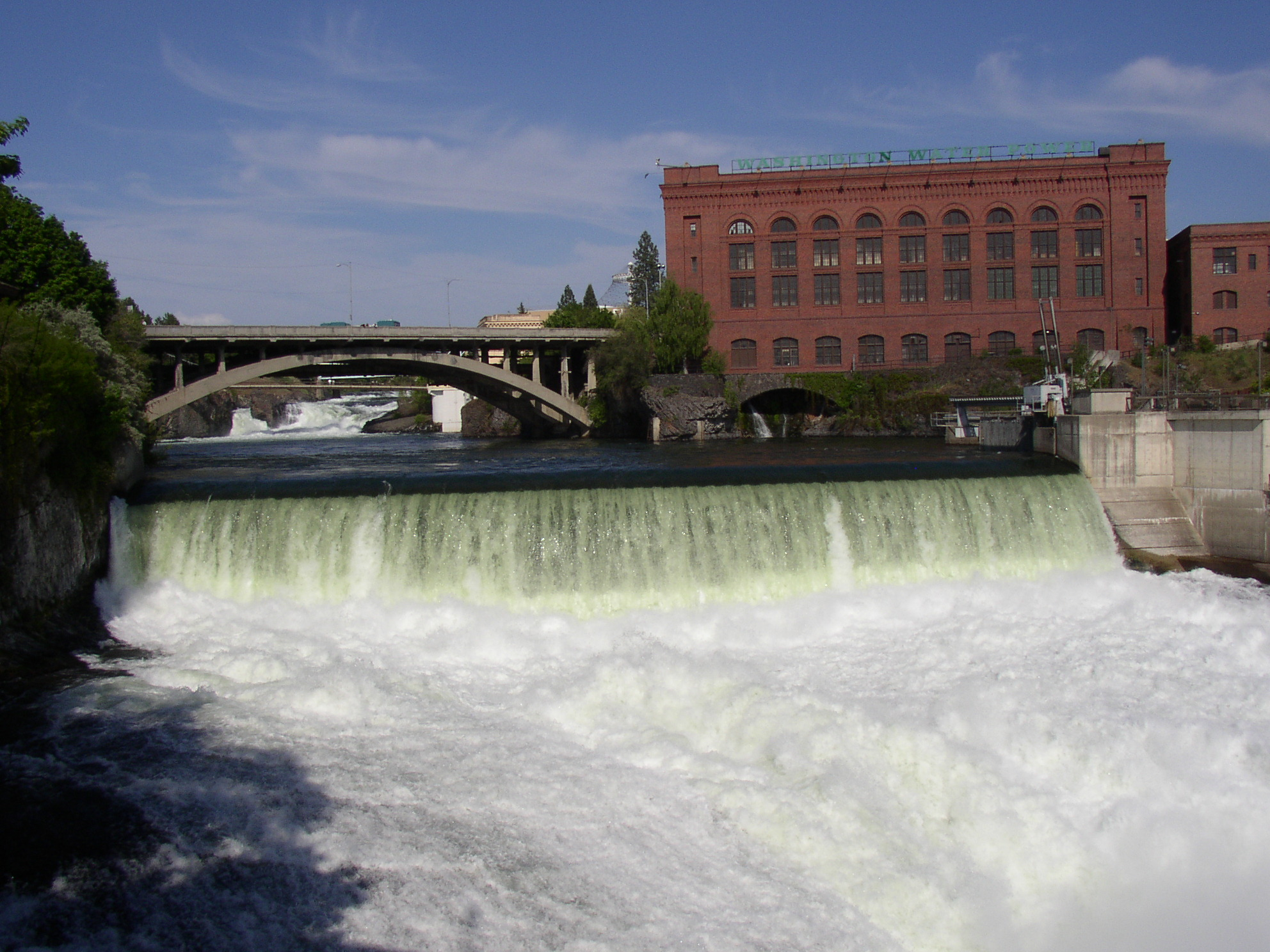
Dam in de Spokane

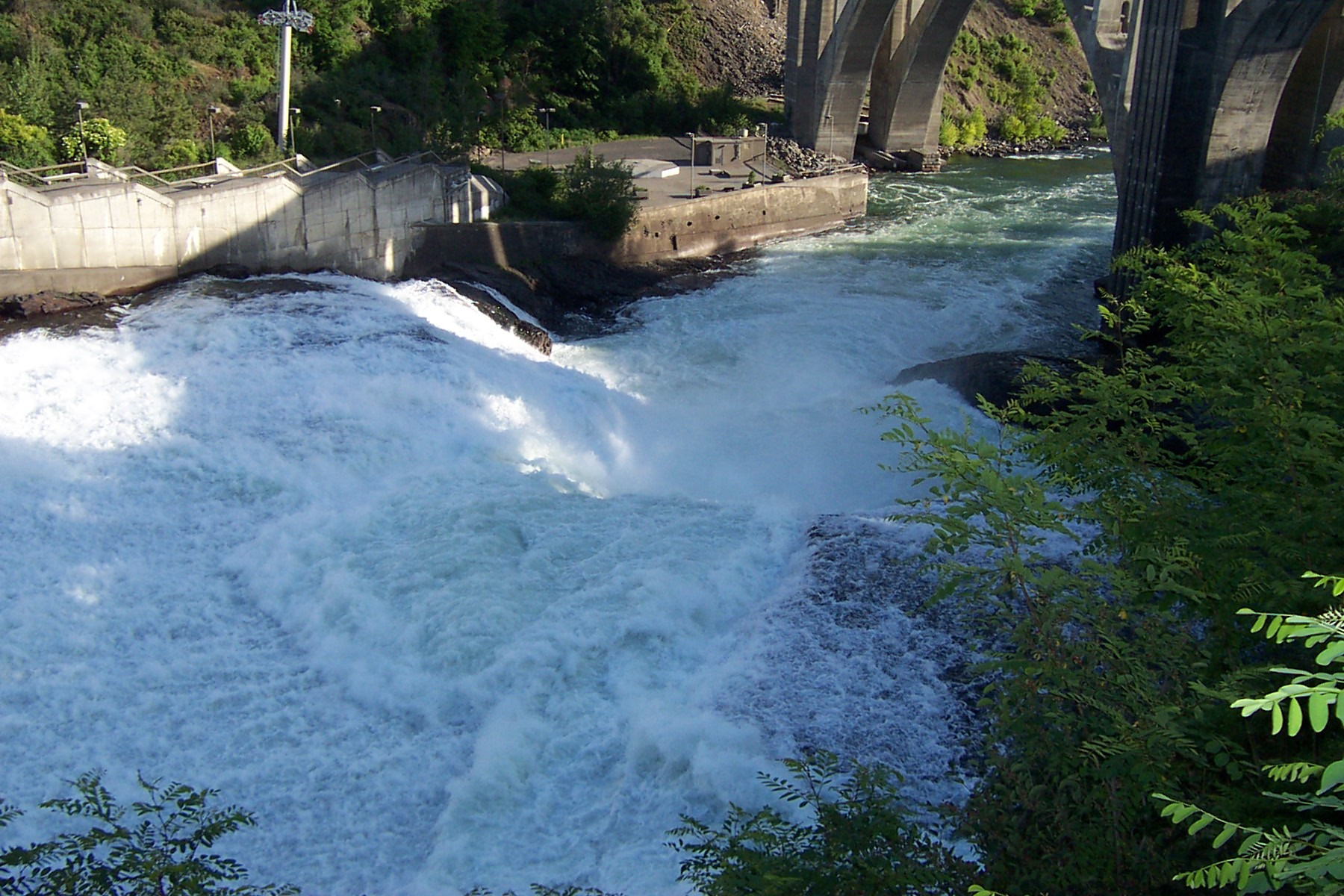
Lower Falls in de Spokane River

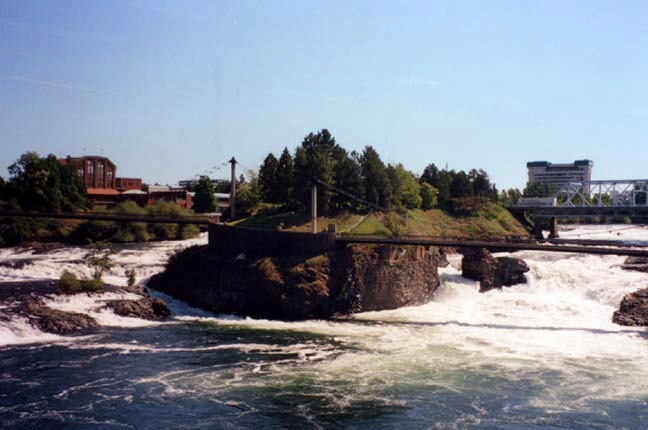
Spokane Falls in de Spokane River

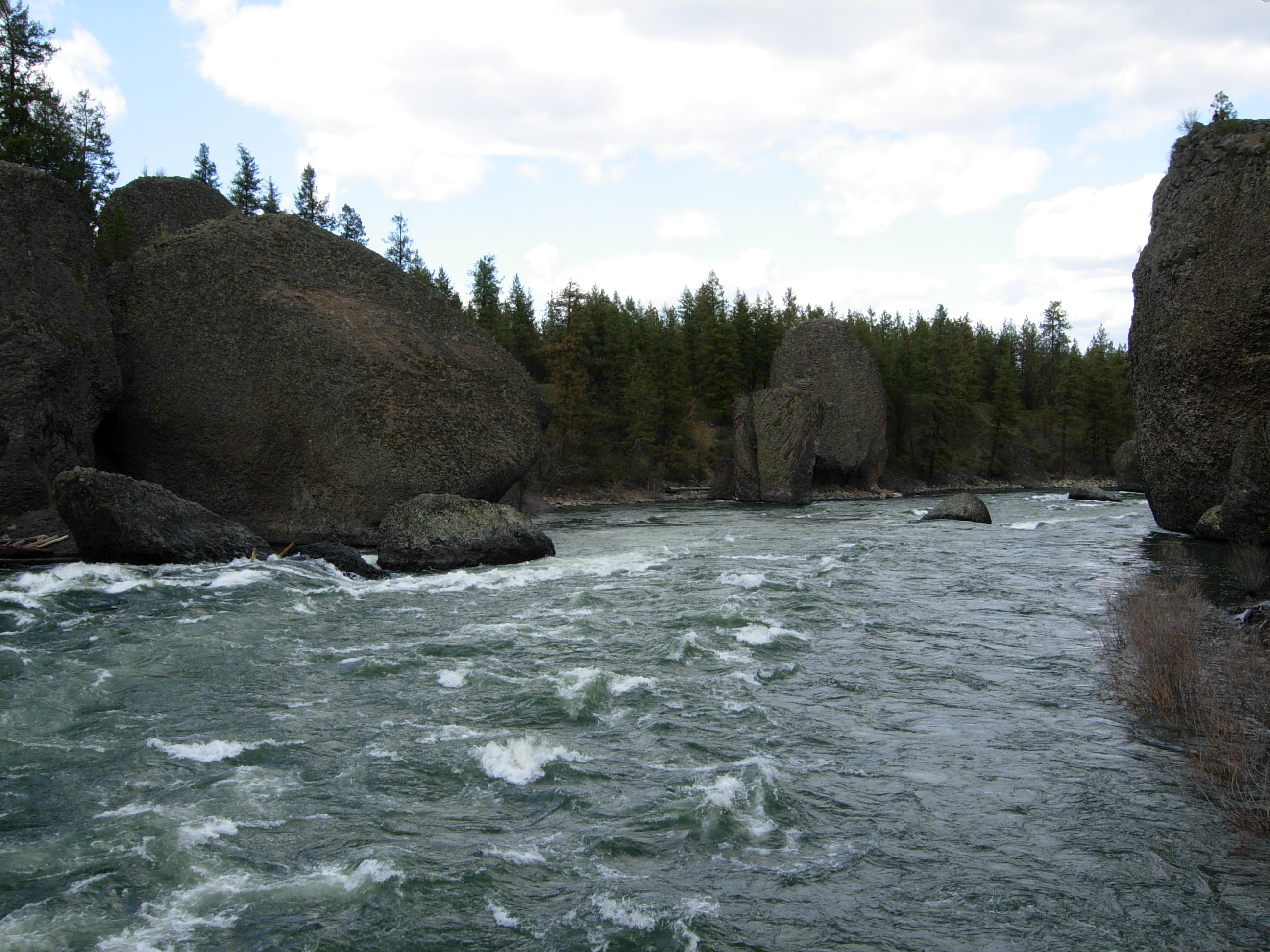
De Spokane in de Riverside State Park

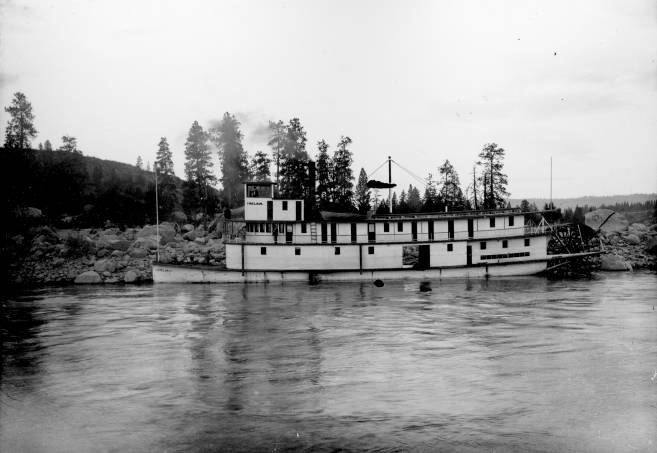
Stoomboot op de Spokane River, ca. 1905

De Spokane (River) is een zijrivier van de Columbiarivier, ongeveer 179 km lang, stromende in Noordelijk Idaho en oostelijk Washington in de Verenigde Staten. Hij zorgt voor de afwatering van het laaggebergtegebied waar hij door het stadje Spokane stroomt. Het rivierwater wordt gebruikt voor irrigatie en drinkwater. Het stroomgebied bevat een tamelijk grote regio die wordt gebruikt voor landbouw en houtproductie. De verlaagde waterstand zorgt echter voor vervuiling en politieke strijd over de oplossing van dit probleem.
Het gehele stroomgebied is ongeveer 16.200 km² groot, waarvan van 9.900 km²  zich boven de Post Falls Dam bevindt. 

## Beschrijving
De Spokane ontspringt vanuit Lake Coeur d'Alene in de Idaho Panhandle, vanuit de noordoostelijke hoek van het meer vlak bij de stad Coeur d'Alene. Van daaruit loopt hij ongeveer 40 km tot aan de grens met Washington. In Washington stroomt hij door de verstedelijkte Spokane Valley naar Spokane-stad. De Spokane Falls zijn te vinden in Downtown Spokane, ongeveer 1,6 km voordat de Latah Creek in het riviertje uitmondt.
Vanaf daar stroomt hij in noordwestelijke richting langs het westen van Spokane-stad, waar de Little Spokane River in het riviertje uitmondt, ongeveer 16 km ten noordwesten van het stadscentrum. Daarna stroomt hij zigzaggend langs de zuidkant van het Selkikgebergte, waar hij de zuidelijke grens van het Spokane Indianenreservaat vormt, waar hij wordt tegengehouden door de Little Falls Dam die ervoor zorgt dat Long Lake wordt gevormd, een 24 km lang meer. Hij mondt uit in het Franklin D. Roosevelt Lake, het grootste stuwmeer op de Columbia River.

## De crisis
Veel van het water, al helemaal 's zomers, komt van de ondergrondse Watervoerende laag van Spokane-Rathdrum. Deze watervoerende laag voorziet 400.000 mensen van drinkwater in het Spokane-gebied. Daarnaast zorgt de laag ook voor het grootste deel van de irrigatie in het gebied. Door het gebruik van deze laag komen de Spokane Falls 's zomers vaak droog te staan doordat het water wordt verlegd naar de twee waterkrachtcentrales die bij de Falls staan. Door de lage waterstand is het onderste gedeelte van de rivier sterk vergiftigd.
Het is bewezen dat er zware-metalenvergiftiging is in de rivier, mede door de vervuiling in Lake Coeur d'Alene.
De Spokane heeft ook onder een fosforvervuiling geleden. In 2007 werd er dagelijks 884,5 kg fosfor uit de rivier gehaald door de waterzuiveraar. De fosforvervuiling komt grotendeels door de lozing van afwaswater in de rivier.

## Vishabitat
De Spokane herbergt regenboogforel-, noordelijke ptychocheilus- en bruglipzuigerpopulaties, alsmede enkele niet-inheemse soorten. Voorheen bevatte de rivier ook meerdere (Pacifische) soorten zalm totdat in 1915 de Long Lake Dam de trektocht van de zalmen onmogelijk maakte.